# Our World in Data
Our World in Data (OWID, que traduït seria el nostre món en dades) és una publicació digital científica que se centra en grans problemes mundials com la pobresa, la malaltia, la fam, el canvi climàtic, la guerra, els riscos existencials i la desigualtat.
El fundador de la publicació és l'historiador i economista social del desenvolupament, Max Roser. L'equip d'investigació té la seu a la Universitat d'Oxford.

## Missió i contingut

Emissions globals de CO2 per regió mundial des de 1750

La missió d'OWID és presentar «recerca i dades per avançar contra els majors problemes del món». Utilitza gràfics i mapes de dades interactives per presentar els resultats de la recerca científica sobre desenvolupament que expliquen les causes i conseqüències dels canvis observats. L'objectiu és mostrar com canvia el món i per què.
OWID abasta una àmplia gamma de temes en moltes disciplines acadèmiques: les tendències en salut, el subministrament d'aliments, el creixement i la distribució d'ingressos, la violència, els drets, les guerres, la cultura, l'ús d'energia, l'educació i els canvis ambientals s'analitzen i es visualitzen empíricament. Sol presentar una visió a llarg termini per mostrar com han canviat les condicions de vida globals durant els darrers segles.
La recerca sobre el desenvolupament del món es presenta a un públic de lectors, periodistes, acadèmics i polítics interessats. Els articles es referencien entre ells per permetre al lector conèixer els motors de les tendències observades a llarg termini. Per a cada tema es discuteix la qualitat de les dades i, assenyalant el visitant a les fonts, aquest lloc web funciona com una metabase de dades, és a dir una base de dades de bases de dades.
OWID va publicar un projecte germà anomenat SDG-Tracker.org que presenta totes les dades disponibles sobre els 232 Indicadors SDG amb els quals es valoren els 17 objectius de desenvolupament sostenible.